# Etóxido de sódio
Etóxido de sódio é um sal alcóxido com a fórmula química CH3CH2ONa.

## Síntese
É comercialmente disponível como um sólido amarelo seco, ou como uma solução em etanol. É facilmente preparado em laboratório por reagir sódio metálico com etanol:
2CH3CH2OH + 2Na → 2CH3CH2O- Na+ + H2
Esta reação é uma forma de eliminar-se o perigoso sódio metálico de forma segura, pois a reação do sódio com etanol é muito menos vigorosa que a reação com água (a que resulta diretamente em hidróxido de sódio). Igualmente, quando fragmentos de sódio são arremessados acidentalmente sobre a pele do laboratorista, remove-se o sódio o máximo por meios mecânicos (com uma espátula, por exemplo) e posteriormente, lava-se o local com etanol ("álcool 96°GL").

## Aplicações
Etóxido de sódio é comumente usado na condensação de Claisen e síntese de éster malônico, se um éster etílico (contendo um radical etil) é um dos reagentes. Etóxido de sódio pode tanto deprotonar a posição α do éster, ou o éster pode sofrer substituição nucleofílica. Se o material de partida é um éster etílico, nenhuma disputa ocorre já que o produto é idêntico ao material de partida.
Por ser considerado uma base forte, pode ser utilizado para reações de eliminação via E2 para a  formação de alcenos.

## Segurança
Etóxido de sódio é uma base forte. Reage vigorosamente com água para dar etanol, o qual é inflamável, e hidróxido de sódio, o qual é corrosivo. Etóxido de sódio também oxida-se com bastante facilidade o que pode ser prejudicial quando misturado com outras substâncias eletrofílicas.
 CH3CH2O-H + Na → CH3CH2O= - Na + H2.